# Time Warner Center
Il Time Warner Center è un complesso residenziale, commerciale e di uffici, progettato dallo studio Skidmore, Owings and Merrill, costituito da due torri gemelle alte 230 m.

## Sito
Il centro si trova sul lato ovest di Columbus Circle, al confine tra Hell's Kitchen e l'Upper West Side, a Manhattan, New York City, Stati Uniti. Occupa un appezzamento di terreno irregolare delimitato dalla 60th Street a nord, dal complesso residenziale Coliseum Park a ovest e dalla 58th Street a sud. Il confine orientale è costituito da Eighth Avenue, Columbus Circle e Broadway da sud a nord. Il lotto si estende su 13 895 m², con una facciata di 158,20 m su Columbus Circle e una profondità di 150 m. L'indirizzo principale del Deutsche Bank Center è 1 Columbus Circle. L'edificio utilizza anche gli indirizzi 25 Columbus Circle per la sua torre sud e 80 Columbus Circle per la torre nord.
L'edificio si trova vicino al Trump International Hotel and Tower a nord-est, a Central Park a est, al 2 Columbus Circle e al 240 Central Park South a sud-est e a Central Park Place a sud. Gli ingressi alla stazione 59th Street–Columbus Circle della metropolitana di New York City, servita dai treni 1, A, B, C e D, si trovano direttamente all'esterno dell'edificio.

## Architettura
Il Deutsche Bank Center è stato progettato da David Childs di Skidmore, Owings & Merrill (SOM), in collaborazione con T. J. Gottesdiener e Mustafa K. Abadan dello stesso studio. Parti specifiche degli interni sono state progettate da architetti diversi. AOL Time Warner, Apollo Global Management, Mandarin Oriental Hotel Group, Palladium Company e le società collegate sono stati gli sviluppatori. Stephen M. Ross, CEO delle società collegate, ha affermato che SOM è stata scelta perché "crea un'architettura eccezionale ma parla anche il linguaggio degli affari". Bovis Lend Lease è stato il responsabile dei lavori per gran parte degli interni, compresi i sistemi meccanici. Sono stati assunti anche altri 80-100 subappaltatori per diverse parti della costruzione.
Il Deutsche Bank Center comprende torri a nord e a sud, unite alla base. L'edificio è suddiviso in otto diverse unità di proprietà: il parcheggio sotterraneo, il centro commerciale Shops at Columbus Circle, le strutture del Jazz at Lincoln Center, gli uffici originali di AOL Time Warner, gli altri sei piani di uffici, le unità condominiali nelle torri nord e sud e l'hotel Mandarin Oriental New York.

### Forma e facciata
La base del Deutsche Bank Center misura 150 m di larghezza, misurata da nord a sud, per 132 m di profondità. L'edificio è progettato per affacciarsi su Central Park, con una forma trapezoidale generale. Dalla base si innalzano due torri con una massa a parallelogramma. Le torri sono allineate con Broadway, che corre diagonalmente rispetto alla griglia stradale di Manhattan, mentre la base è allineata con la griglia stradale. Lo spazio tra le torri è in asse con la 59th Street e Central Park South. Le facciate occidentale e orientale di entrambe le torri sono allineate di 30 gradi in senso antiorario rispetto all'asse dell'Ottava Avenue e di Central Park West. Entrambe le torri sono alte 55 piani con un'altezza del tetto di 228 m. Il pinnacolo di ciascuna torre è costituito da una lanterna alta 18 m.
La base del Deutsche Bank Center presenta una facciata in pietra calcarea con ampie aperture per finestre, che si assottigliano in fasce di vetro. La facciata dei piani superiori è rivestita in vetro. Ci sono piccole alette di vetro sporgenti ogni 1,5-3 m, che, da una certa angolazione, conferiscono alla facciata l'aspetto di una miriade di piccole schegge. Inizialmente, lo spessore dei pannelli di vetro era stato specificato di 6 millimetri, ma gli architetti hanno modificato le specifiche durante la costruzione a 8 millimetri per irrigidirli.

### Piani inferiori
La base dell'edificio contiene una sovrastruttura in acciaio che ospita gli Shops at Columbus Circle, il Jazz at Lincoln Center, gli studi televisivi e, originariamente, la sede centrale di AOL Time Warner. Le sovrastrutture in cemento delle torri poggiano sopra la base. Strutturalmente, la base dell'edificio comprende anche le sezioni inferiori con struttura in acciaio di entrambe le torri. La struttura in acciaio si estende per 96 m di altezza sotto la torre nord e per 106 m di altezza sotto la torre sud. La sovrastruttura in acciaio ha permesso agli architetti di utilizzare diverse disposizioni di colonne per soddisfare le diverse esigenze di ciascun inquilino, e ha permesso agli architetti di creare ampi spazi senza colonne per le sale da ballo dell'hotel, gli studi televisivi e gli uffici.